# Шнайдер, Грегор
Грегор Шнайдер (нем. Gregor Schneider; род. 1969, Райдт, Германия) — современный немецкий художник. Работает в жанре художественной инсталляции.

## Образование
- 1989-92 — Художественные академии Дюссельдорфа, Мюнстера и Гамбурга

## Творчество

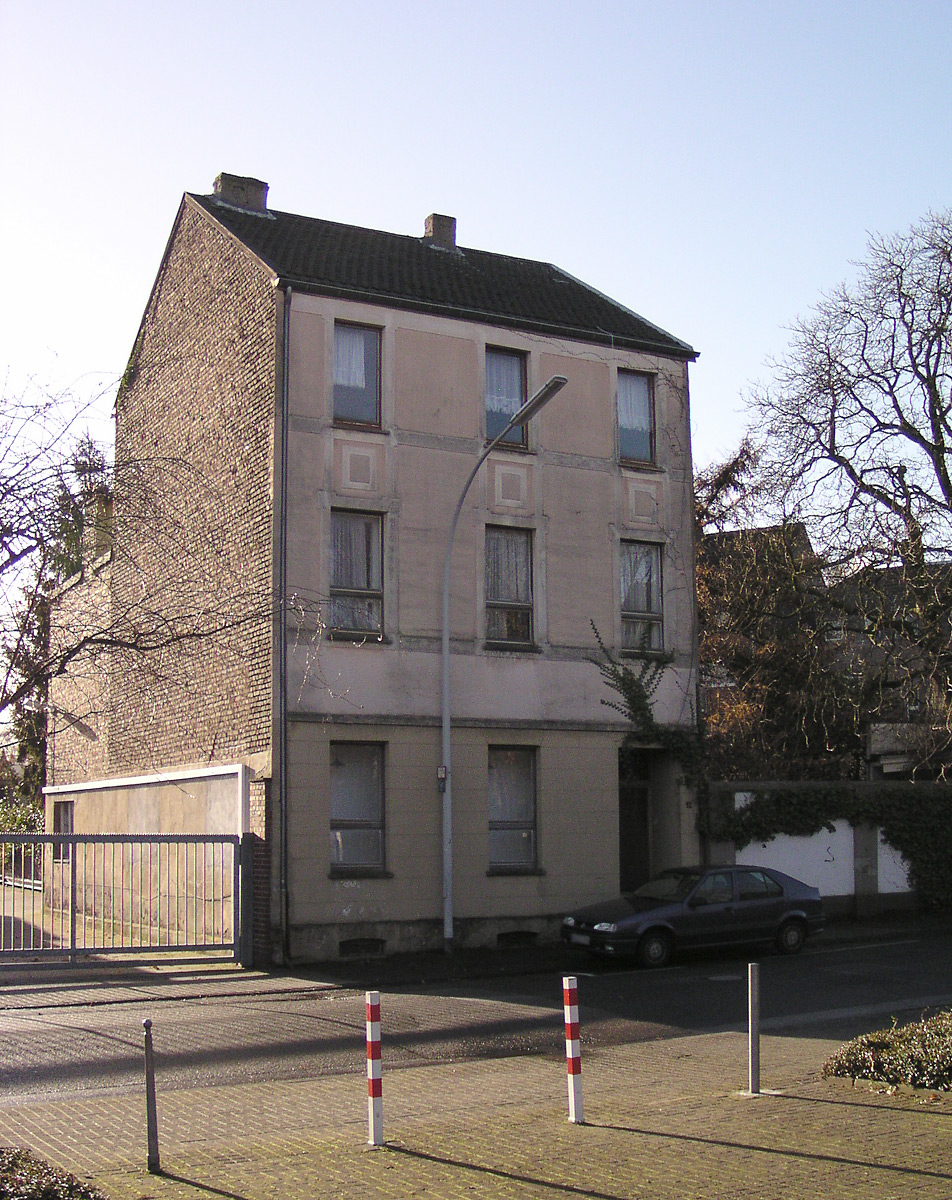
Haus ur an der Unterheydener Straße in Mönchengladbach-Rheydt

Грегор Шнайдер привлек международное внимание работой Haus ur на Венецианской биеннале в 2001 году. Ещё два проекта художника спровоцировали большой отклик у публики. Первый из них, Cube — 14-метровой высоты чёрный куб, который отказывались показать в Венеции и Берлине из-за религиозных и политических рисков (ассоциации с мусульманской святыней — Каабой в Мекке). Второй проект, ещё не реализованный, вызвал ещё большую реакцию: объявление весной 2008 года, что художник ищет умирающего для демонстрации на выставке, вызвало протесты и возмущение общественности. Грегор Шнайдер наиболее известен своими манипуляциями с архитектурными объектами. Разрушая реальность, открывая тревожное в повседневном, художник трансформирует повседневный опыт в ужас.
- В 1985 году, в возрасте шестнадцати лет, Шнайдер начал трансформировать интерьер дома, который получил от своего отца в маленьком городке Райдт в Германии. Работа продолжалась до 2007 года, он постоянно добавлял новые комнаты, разделял другие, закладывал одни окна и добавлял ложные и т. п. Результатом работы художника стала структура похожая на лабиринт, которую он назвал Haus ur. В 1990-х Шнайдер начал воспроизводить части этого дома в пространствах музеев и галерей. Он создал Haus ur в немецком павильоне в 2001 году на Венецианской биеннале, сконструировав лабиринт темных запутанных комнат с лестницами и переходами, по которому посетители должны были идти в одиночестве.
- В 2001 году за Haus ur художник получил «Золотого льва» на Венецианской биеннале.
- В 2005 году на Венецианской биеннале отказались показать Cube Шнайдера. Позднее художнику удалось установить эту работу (чёрный куб) перед зданием галереи в Гамбурге.
- В 2007 году на выставке «Das schwarze Quadrat: Hommage an Malewitsch» в Kunsthalle в Гамбурге был установлен скандальный Cube.
- В 2007 году в Сиднее на пляже Bondi Beach была установлена инсталляция 21 Beach Cells. Произведение состоит из двадцати одной одинаковой клетки размером 4х4 метра, сделанной из типичной австралийской изгороди, оснащенных такими вещами для посетителей как матрас, зонтик и пляжная сумка.
- Инсталляция Weisse Folter (White Torture, 2007), берет свое наименование от названия психологических пыток. Выстроенная в подвальном помещении галереи K21, она выглядит сверхъестественно чистой. Дезориентирующий опыт развивается в серии зловещих и герметичных коридоров и комнат. Посетителей запускают каждые пять минут через дверь, ведущую в первую комнату, которая пахнет свежей краской и пластиковым полом (по идее, посетители должны проходить через инсталляцию по одному). Отсюда раздвижная дверь с неприятным скрипом пропускает в первый из серии коридоров. Некоторые двери в коридоре опечатаны, другие открываются в комнаты: одна из них содержит двухстороннее зеркало, вторая ведет в белый коридор, третья открывается в чёрное пространство и т. д. Во время этих странствий у посетителей растет уровень стресса. Поиски выхода ведут через серию комнат, в которых то холодно, то жарко, то нужно задержаться для ожидания. Переходы непонятны и неприятны, двери закрываются за человеком на каждом этапе. В конечном счете, последняя дверь выводит к озеру. Комнаты Weisse Folter были инспирированы изображениями лагеря в Гуантанамо, хотя различные части напоминают полицейские учреждения в целом. Также инсталляция вызывает ассоциации с аттракционом с привидениями.
- В 2008 году художник вызвал очередной скандал, заявив, что хочет сделать умирающего человека частью экспозиции в музее Haus Lang в Крефельде (руководство музея отказало художнику).

## Персональные выставки
| - 2009 Gregor Schneider, Herzliya Museum, Израиль - 2008—2009 End Museum Abteiberg. Mönchengladbach, Германия - 2008 Doublings, Museum Franz Gertsch, Бургдорф, Швейцария - 2008 süßer duft Архивная копия от 14 ноября 2008 на Wayback Machine, La Maison Rouge, Париж - 2008 Gregor Schneider, MACRO (Museo d’Arte Contemporanea Roma), Рим - 2008 Cube Venice Архивная копия от 9 июня 2008 на Wayback Machine, Fondazione Bevilacqua La Masa, Венеция - 2008 Doublings, Konrad Fischer Galerie Berlin, Берлин - 2008 Doublings, Konrad Fischer Galerie, Дюссельдорф - 2007 «Gregor Schneider — Bondi Beach — 21 Beach Cells», Bondi Beach, Australia - 2007 «Das schwarze Quadrat», Kunsthalle Hamburg, Hamburg, Germany - 2007 Gregor Schneider, Milwaukee Art Museum, Милуоки, Висконсин - 2007 Gregor Schneider, Kunstsammlung Nordrhein-Westfalen Архивная копия от 3 апреля 2009 на Wayback Machine, Дюссельдорф - 2006 Luis Campaña Gallery Архивная копия от 14 декабря 2021 на Wayback Machine, Кельн - 2006 «Totalschaden», Bonner Kunstverein, Bonn, Germany - 2006 «Gregor Schneider», Luis Campaña Galerie, Cologne, Germany - 2006 «Gregor Schneider — Fotografie», Kunstverein Arnsberg e.V., Arnsberg, Germany - 2006 «Gregor Schneider», Fondazione Morra Greco, Napoli, Italy - 2005 Museum of Contemporary Art Serralves, Porto - 2005 «Gregor Schneider — Schlafen», 28.8.2005 — , Kabinett für aktuelle Kunst, Bremerhaven, Germany - 2005 «Gregor Schneider», Konrad Fischer Galerie, Duesseldorf, Germany - 2005 «Gregor Schneider», Museu Serralves — Museu de Arte Contemporânea, Porto, Potugal - 2004 Neue Nationalgalerie Берлин - 2004 Artangel, Лондон - 2004 Kunst-Station Sankt Peter, Zentrum für zeitgenössische Kunst und Musik, Кельн - 2004 Naoshima Contemporary Art Museum, Okayama - 2003 Gregor Schneider. Hannelore Reuen, Hamburger Kunsthalle - 2003 My Private # 1, via Pasteur 21, Милан - 2003 Action button, Nationalgalerie Hamburg Bahnhof, Museum for Gegenwart, Берлин - 2003 Totes Haus u r, Museum of Contemporary Art Los Angeles, Калифорния - 2003 Aspen Art Museum - 2002 Haus u r, Stiftung DKM (Art and Culture Stiftung Duisburg), Duisburg - 2002 Konrad Fischer Galerie, Дюссельдорф - 2002 Lost Past 2002—1914, Leper, Belgien - 2002 3. Umbau/Schrägspur, video installation from the collection, Hamburger Kunsthalle - 2002 Fotografie und Skulptur, Museum für Gegenwartkunst, Siegen - 2002 Gallery Wako Works of Art, Токио - 2002 Self-Portraits & Portraits, Wako Works of Art, Токио - 2002 Sofia Underground Festival of Performance and Street Events, Болгария - 2002 Performing Buildings, Moderna Museet, Swedish National Museum of Modern and Contemporary Art, Стокгольм - 2002 Deste Foundation, Centrefor Contemporary Art - 2001 Totes Haus u r, Deutscher Pavillon, 49. Biennale von Venedig | - 2001 °F., Produzentengalerie, Гамбург - 2001 ArchiLab, Fine Arts Museum, New Orleans, США - 2001 N Schmidt, Kabinett für aktuelle Kunst, Bremerhaven - 2000 Löcher, Galerie Luis Campana, Кельн - 2000 Hannelore Reuen Alte Hausschlampe, Fundacja Galerii Foksal, Варшава - 2000 Keller, Wiener Sezession - 2000 Alte Hausschlampe, Gartenlaube, Museum Haus Esters - 2000 Death House u r, Douglas Hyde Gallery, Дублин - 2000 German Photoworks, WakoWorks of Art, Токио - 1999 Focused, Galerie Tanit, Мюнхен - 1999 Death House 1985—1999 Cellar, Galleria Massimo de Carlo, Милан - 1999 Who, if not we, Elizabeth Cherry Contemporary Art, Tucson, Arizona, США - 1999 Videodrome, New Museum of Contemporary Art, New York, США - 1999 Private Werte, Künstlerwerkstatt, Lothringer Str. 13, Мюнхен - 1999 Totes Haus, Rheydt, Kunsthalle Bremerhaven - 1999 schlafen, Kabinett für Aktuelle Kunst, Bremerhaven - 1999 The invisible city, Marret Centrum Beeldende Art, Maastrict - 1998 Puff, Städtisches Museum Abteiberg, Mönchengladbach - 1998 La maison morte u r 1985—1998, Musee d´Art Moderne de la Ville de Paris - 1998 haus u r, Rheydt, Aarhus Kunst Museum, Dänemark - 1998 Gallery Wako Works of Art, Токио - 1998 Performing Buildings, Tate Gallery, Лондон - 1998 The Confined Room, De Waag, Амстердам - 1998 Center for Contemporary Art, Maastricht - 1997 Hannelore Reuen alte Hausschlampe, Rheydt 1992, Galerie Luis Campana, Кельн - 1997 schlafen, Rheydt 1992, Konrad Fischer Galerie, Дюссельдорф - 1997 Totes Haus u r 1985-97, Rheydt, Portikus, Kunsthalle Frankfurt a.M. - 1997 Gallery Wako Works of Art, Токио - 1997 A place (to be), Galerie Paul Andriesse, Амстердам - 1997 Puff (aus Berlin), Gallery Sadie Coles HQ, Лондон - 1997 tote Jungfrauen, Fundacja Galerii Foksal, Варшава - 1996 Kunsthalle Bern - 1996 Künstlerhaus Stuttgart - 1995 Fotos und Videos 1985—1995, Galerie Luis Campana, Кельн - 1995 Construction of the completely insulated guest room, Rheydt - 1994 Galerie Andreas Weiss, Берлин - 1994 Three Works, Museum Haus Lange, Krefeld - 1993 Konrad Fischer Galerie, Дюссельдорф - 1992 Galerie Löhrl, Mönchengladbach - 1990-91 Construction of an unknown work in the disappearing village of Garzweiler - 1989-91 Construction of the completely insulated, dead rooms, Giesenkirchen - 1985 Pupertäre Verstimmung, Galerie Kontrast, Mönchengladbach - 1985 Construction of the House u r, Rheydt |

## Награды и гранты
- 1995 Art Awards NRW
- 1995 Грант Kunstfonds e.v., Бонн
- 1995 Грант Foundation for Art and Culture, NRW
- 1996 Грант Institute of Foreign Relations, Штутгардт
- 1996 Karl Schmidt-Rottluff Грант
- 1997 Award for the Promotion of Catalogues from the Alfried Krupp von Bohlen и Halbach Stiftung
- 1998—1999 Грант City of Bremerhaven
- 1999 Грант Villa Romana, Флоренция
- 2001 «Золотой лев» 49-й Венецианской биеннале за национальный павильон
- 2002 Paper-Art-Award, Verband Deutscher Paperfabriken VDP
- 2006 Best Exhibition Of The Year, Contemporary Art in Belgium 2006
- 2010 Günther Peill Kunstpreis